# Illustriertes Tarock
Illustriertes Tarock ist ein Kartenspiel aus dem österreichischen Zweig der Tarock-Familie für drei Spieler. Es wird sporadisch in Österreich gespielt.

## Name
Was den Namen dieses Spieles betrifft, herrscht keine Einheitlichkeit. Das hier beschriebene Tarockspiel wird gelegentlich Point Tarock genannt, oder es wird mit beiden Bezeichnungen angeführt. Mit Point Tarock ist jedoch auch eine andere Spielform gemeint. Diese wieder scheint auch unter der Benennung Illustriertes Tarock auf.

## Allgemeine Grundregeln
Wie bei anderen Tarockspielen gibt es keine zentral festgelegten Regeln, diese unterscheiden sich von Spielrunde zu Spielrunde und auch in den schriftlichen Festlegungen. Die hier gegebene Darstellung folgt jener von Fritz Beck. Diese Anleitung bietet gelegentlich auch Varianten. Mitunter werden andere Varianten aus einer in Graz gebräuchlichen Regel angeführt. Sie werden im Text mit (G) gekennzeichnet.

### Karten
Das Spiel wird mit dem auch für andere Tarockspiele in Österreich und anderen Gebieten der ehemaligen Habsburgermonarchie gebräuchlichen Blatt zu 54 Karten gespielt, welches ausführlich im Artikel Königrufen beschrieben ist. Dieses Blatt enthält 22 Tarocke als Trümpfe (I - XXI + Sküs) und 32 Farbkarten in den vier französischen Farben Herz, Karo, Pik und Treff.

### Kartenwerte
Es gelten die auch z. B. beim Königrufen meist üblichen Werte.
5 Points – Könige, I, XXI, Sküs; 4 Points - Damen; 3 Points - Cavalle; 2 Points - Buben; 1 Point - übrige Tarock und Farbkarten

### Zählen
Das Zählen erfolgt in Gruppen zu je drei Karten. Von den Points in jeder Gruppe sind zwei abzuziehen, z. B. König + Cavall + X = 9 Points, minus 2 Points ergibt 7 Points. Bleiben weniger als drei Karten Rest, sind von jeder 2/3 Points abzuziehen. 1/3 oder 2/3 Points werden schließlich auf ganze Points ab- oder aufgerundet.

### Stichregeln
Höhere Farbkarten stechen niedrigere derselben Farbe, Tarocke stechen Farbkarten und niedrigere Tarocke. Es herrscht Farbzwang aber kein Stichzwang. Kann die ausgespielte Farbe nicht bedient werden, muss Tarock gespielt werden.

### Mischen und Teilen
Wie die meisten Tarockspiele wird auch dieses entgegen dem Uhrzeigersinne gespielt.
Ein Spieler wird als Geber, in einer Variante (G) auch einer als Schreiber durch Los bestimmt. Hinterhand gibt, die links von ihr sitzende Mittelhand hebt ab oder klopft.
Sechs Karten werden in einem verdeckt als Talon gelegt. Die restlichen Karten werden, auch wenn geklopft wurde, in vier Durchgängen à vier Karten geteilt. In einer Variante (G) werden, falls geklopft wurde, nach dem Talon drei Päckchen à 16 Karten gelegt. Vor- und dann Mittelhand entscheiden, welches Päckchen sie aufnehmen, das dritte verbleibt bei Hinterhand.

## Spielablauf

### Lizitation
In der Lizitation wird ein von einem Alleinspieler zu spielendes Spiel ermittelt.
Die Wertigkeit des Spieles ergibt sich aus der Anzahl der aufzunehmenden Talonkarten. Es kann Dreiblatt, Zweiblatt, Einblatt und Solo (ohne Talonaufnahme) gemeldet und gespielt werden.
Vorhand sagt ein Spiel an oder meldet „Weiter“, worauf das Recht der Lizitation auf Mittelhand übergeht, u. s. f.
Ein angesagtes Spiel kann von der nachfolgenden Hand wie folgt quittiert werden:
- Gut heißen
- Ansage eines „Unteren“, d. h. Ansage, dieses Spiel selbst spielen zu wollen („das Spiel lösen“)
- Ansage eines höheren Spieles

Anschließend entscheidet die vordere Hand gegebenenfalls, ob sie einen angesagten „Unteren“ akzeptiert oder nicht („das Spiel halten“). Das gehaltene Spiel könnte dann noch von einer hinteren Hand durch ein höheres Spiel überboten werden.

### Vorgehen bei fehlender Spielansage
In diesem Falle (drei „Weiter“) gibt es drei Möglichkeiten, über die eine Verständigung getroffen werden muss.
1. Es wird von der Geberin neu geteilt.
2. Trischaken. Das heißt, es wird gespielt, jeder gegen jeden, der Spieler, der am meisten Points in seinen Stichen zählt, verliert das Spiel. Beim Trischaken gilt Stichzwang. Tarock I darf erst als letzter Tarock im Blatt gespielt werden. Der Talon bleibt unberührt. Es werden keine Prämien verrechnet.
3. (G) Nach dreimaligem „Weiter“ werden die Handkarten zusammengelegt. Hinterhand nimmt den Talon unaufgedeckt auf. Sie kann den Talon ebenfalls weglegen oder aus ihm bis zu sechs Karten für das nächste Spiel behalten. Der nächste Teiler teilt ihm dann zu Beginn des Teilens keine oder entsprechend weniger Karten zu. Wurden Karten aus dem Talon behalten, verpflichtet dies, im nun folgenden Spiel mindestens Dreiblatt anzusagen.

### Weiterer Verlauf
Nach abgeschlossener Lizitation und eventueller Ansage von Prämien wird (außer bei Trischaken und Solo) der Talon aufgedeckt, ohne die Reihenfolge der Karten zu verändern. (In einer Variante (G) ist die Ansage von Prämien vor Talonaufnahme allerdings nicht vorgesehen.) Spieler nimmt je nach Ergebnis der Lizitation drei, zwei oder eine Karte in sein Blatt auf, wobei nur nebeneinanderliegende Karten gewählt werden dürfen. Nach Beurteilung des Blattes wird dann eine entsprechende Anzahl von Karten verdeckt abgelegt. Diese werden am Ende zusammen mit seinen Stichen gezählt.
Spieler erklärt sodann „Ich liege“, gegebenenfalls mit Prämienansagen. Die Gegenspieler erklären im Uhrzeigersinn „Gut“ oder kontrieren. Ist der Vorgang des Kontrierens abgeschlossen, spielt Vorhand zum ersten Stich aus. In der Folge spielt immer der Nehmer des jeweils letzten Stiches aus.
Am Schluss werden die erreichten Points gezählt. Zum Gewinnen des Spieles sind mindestens (ev. aufgerundet) 36 Points nötig.

## Bewertung der Spiele und Spielabrechnung
Hier wird die Vergabe von Punkten für gewonnene Spiele und die Multiplikationsfaktoren je nach Anzahl der aus dem Talon aufgenommenen Karten beschrieben. Zur Abrechnung der Prämienansagen und des Valats siehe Prämien.

### Punkte für das Spiel und Überschusspunkte
Für das Spiel gelten folgende Punktewerte:
- 3 Punkte: das angesagte Spiel - „Dreieransage“
- 4 Punkte: das gelöste Spiel - „Unterer“
- 5 Punkte: das gehaltene Spiel

Zu diesen Punkten für das Spiel werden „Überschusspunkte“ gerechnet, das sind jene Points über 35, mit denen das Spiel gewonnen wurde. Ein mit 40 Points gewonnenes angesagtes Spiel zählt also 3 + 5 = 8 Punkte.
Beim Trischaken gelten:
- 5 Punkte für gewonnenes Trischaken
- 10 Punkte Abzug für verlorenes Trischaken
- 5 Zusatzpunkte für ohne Stich gewonnenes Trischaken

### Multiplikationsfaktoren
Je nach der Zahl der aus dem Talon aufgenommenen Karten werden Spiele und Prämien verschieden gewertet. Es gelten für
- Dreiblatt: einfache Werte
- Zweiblatt: doppelte Werte
- Einblatt: dreifache Werte
- Solo: vierfache Werte

Ein mit 39 Points gewonnenes angesagtes Zweiblatt zählt also (3 + 4) × 2 = 16 Punkte.
In der Literatur werden auch leicht abweichende Werte angegeben.

## Prämien

### Allgemeines
Beim illustrierten Tarock gibt es eine Reihe von Prämien (Ansagen). Es sind dies Prämien für im Blatt gehaltene Kartenkombinationen, Prämien für erreichte Points, Prämien für Ultimoansagen und Prämien für den Valat. Es gibt mehrere Möglichkeiten der Ansage:
- „Still“ (Ansage erst bei Spielabrechnung): einfacher Wert (für Ultimoansagen)
- Nach Talonkauf, vor Spielbeginn: doppelter Wert (für Ultimoansagen, einfacher Wert für übrige Prämien)
- Vor Talonkauf: vierfacher Wert (für Ultimoansagen, doppelter Wert für übrige Prämien)

### Prämien und ihre Bewertung
Es werden die jeweiligen Grundwerte für das stille Spielen der Ansage angeführt.

#### Prämien für Kartenkombinationen
Das Erreichen der Prämien für Kartenkombinationen hängt nicht vom Spielverlauf ab, sie werden in jedem Falle gutgeschrieben. Beck vergibt den Grundwert für das Ansagen nach Talonaufnahme, bei G wird nur der Grundwert vergeben, bei Ansage nach Spielende.
- Königstrull (alle vier Könige im Blatt): 5 Punkte
- Tarocktrull (I, XXI, Sküs im Blatt): 4 Punkte
- Köpfe (Zwei Stücke der Tarocktrull im Blatt): 2 Punkte

Diese Prämien können sowohl vom Spieler als auch von einem Gegenspieler lukriert werden. Auch hier vergibt Beck den Grundwert für das Ansagen nach Talonaufnahme, bei G wird nur der Grundwert bei Ansage nach Spielende vergeben
- Ohne Könige (kein König im Blatt): 5 Punkte
- Ohne Trull (Kein Trullstück im Blatt): 4 Punkte

Diese Prämien können nur vom Spieler lukriert werden.

#### Prämien für erreichte Points
- „Mit Vierzig“ („Absolut“), 40 Points wurden im Spiel erreicht: 5 Punkte
- „Mit Fünfzig“ („Panzer“), 50 Points wurden im Spiel erreicht: 10 Punkte

Auch für diese Prämien gilt bei Beck der Grundwert bei Ansage nach Talonkauf, er wird bei Ansage vor Talonkauf verdoppelt. G kennt nur die Prämie für "Mit Fünfzig", 10 Punkte, vergeben bei Spielende.

#### Prämien für Ultimoansagen
- Pagat Ultimo, Gewinnen des letzten Stiches mit Tarock I: 5 Punkte (still, angesagt nach Talonaufnahme 10 P., vor Talonaufnahme 20 P.)
- Uhu Pre-Ultimo, Gewinnen des vorletzten Stiches mit Tarock II: 5 Punkte (wie Pagat Ultimo)

Uhu Pre-Ultimo ist eine Variante, die der Vereinbarung bedarf.

#### Prämie für den Mondfang
Beck sagt über eine solche Prämie nichts aus, in der Grazer Variante gilt:
Wird Tarock XXI vom Sküs überstochen, so wird dies mit + 5 Punkten für den Stecher des Mondes und mit - 5 Punkten für den Spieler des Mondes gewertet.

### Valat
Valat bedeutet das Erreichen aller Stiche in einem Spiel durch eine Spielpartei.
Bei diesem Spiel zu dritt kommt es sehr selten zu einer Kartenverteilung, die einen Valat ermöglicht. Noch seltener bietet sich die Möglichkeit, einen Valat anzusagen.

#### Abrechnung des Valats nach Beck
Variante a):
- Valat still: 12 Punkte
- Valat angesagt nach Talonaufnahme: 24 Punkte
- Valat angesagt vor Talonaufnahme: 48 Punkte

Werte gelten für Dreiblatt, zusätzlich zu sonstigen Punkten aus dem Spiel und für Prämien.
Variante b):
Die oben angeführten Zahlen 12/24/48 gelten als Multiplikationsfaktoren für die erreichten Punkte aus dem Spiel und für Prämien. Beck schreibt: „Diese Berechnungsart ist aber [...] umstritten und wir wollen sie auch nicht unbedingt empfehlen.“

#### Abrechnungs des Valats nach Regeln in Grazer Tarockrunden
In dieser Variante wird mit Multiplikationsfaktoren vorgegangen.
- Stiller Valat: sechsfache Werte
- Angesagter Valat (nur nach Talonaufnahme): zwölffache Werte

Multiplikationsgrundlage sind: Punkte für angesagtes/gelöstes/gehaltenes Spiel; Überschusspunkte; Prämien für Kartenkombinationen; Prämien für Ultimoansagen. Die Multiplikationsfaktoren für Zweiblatt usw. werden angewendet.
Wird ein Valat nicht durchgebracht, gilt das Spiel für die Gegner mit den Points der Karten gewonnen, die im Spiel waren, d. h. 70 abzüglich der im Talon verbliebenen.

### Kontra
Auf Spiele und Prämienansagen kann Kontra gegeben werden, das mit Rekontra beantwortet werden kann, worauf noch die Möglichkeit besteht mit Subkontra zu replizieren.

#### Variante nach Beck
Kontras können vor oder nach Talonaufnahme erfolgen, immer mit Verdoppelung aller Spiel- und Prämienwerte.
Beck sagt nichts darüber aus, ob Kontra nur für den Kontrierenden oder auch für dessen Partner gilt.

#### Variante nach Regeln Grazer Tarockrunden
Kontras erfolgen immer, nachdem Spieler „Ich liege“ erklärt hat.
Spiel- und Prämienansagen werden gesondert (gegebenenfalls auch nur eine davon) kontriert.
Kontra gilt auch für den Partner.

### Renonce
Renonce ist ein Verstoß gegen die einzuhaltenden Spielregeln. Bei Renonce durch den Spieler gelten Spiel und Prämienansagen als verloren, das Spiel wird mit zehn Überschusspunkten gewertet, die Punkte werden den Gegnern gutgeschrieben. Bei Renonce durch einen Gegner gilt das Spiel für den Spieler gewonnen, er erhält alle Punkte für Spiel (zehn Überschusspunkte) und Prämien gutgeschrieben.

## Notation

### Grundsätzliches
Es wird in Serien gespielt. Eine Serie endet, sobald mindestens ein Spieler 100 Spielpunkte erreicht. Spielern, die 100 Punkte erreichen, werden 10 Zusatzpunkte gutgeschrieben. Dies erfolgt nicht, wenn das durch eine Renonce geschah.
Für jeden Spieler werden die nach jedem Spiel von ihm erreichten Gesamtpunkte notiert. Es kann durchaus sein, dass Spieler A Punkte für das gewonnene Spiel erhält, Spieler B und C Punkte für einen vom Spieler A nicht durchgebrachten Pagat Ultimo erhalten.
Die Notation erfolgt zeilenweise. Es kann entweder jeder Spieler für sich seine Serien notieren oder ein Spieler wird ausgelost und hält die Ergebnisse aller Spieler fest.

### Beispiel für einen Spielverlauf und dessen Notation

#### Spielverlauf
1. Spieler A gewinnt angesagtes Dreiblatt mit 45 Points, „40“ nach Talonkauf angesagt: 3 + 10 + 5 = 18 P.
2. Spieler B verliert gehaltenes Dreiblatt mit 33 Points: 0 P., Spieler C schreibt für das Spiel 4 + 2 = 6 P., Spieler A schreibt für das Spiel und hatte Köpfe nach Talonkauf angesagt: 4 + 2 + 2 = 8 P.
3. Spieler C gewinnt angesagtes Zweiblatt mit 39 Points und hatte Köpfe vor Talonkauf angesagt: (3 + 4 + 4) × 2 = 22 P.
4. Spieler B gewinnt gehaltenes Dreiblatt mit 45 Points und stillem Pagat Ultimo, „40“ nach Talonkauf angesagt, hatte Köpfe vor Talonkauf angesagt: 4 + 10 + 5 + 5 + 4 = 28 P.
5. Spieler A gewinnt angesagtes Einblatt mit 50 Punkten, "50" nach Talonkauf angesagt: (3 + 15 + 10) × 3 = 84 P., Spieler B hatte Köpfe nach Talonkauf angesagt: 2 × 3 = 6 P.

#### Notation
- A.: 18, 26, 110 | 120
- B.: 28, 34
- C.: 6, 28

Differenzen können nach jeder Serie oder nach Abschluss aller Serien und Ermittlung der Gesamtpunktezahl in Geldbeträge umgerechnet und ausgezahlt werden.

## Kosakeln
Das Kosakeln ist eine Variante des illustrierten Tarocks für zwei Personen.